# Marc Witzenbacher
Marc Witzenbacher (* 1971 in Karlsruhe) ist Altphilologe und promovierter Theologe sowie nationaler Koordinator für die Vollversammlung des Ökumenischen Rates der Kirchen und Leiter des Koordinierungsbüros im Oberkirchenrat Karlsruhe. Er ist seit Mai 2023 Prälat der Landeskirche für den Kirchenkreis Südbaden.

## Leben und Wirken
Marc Witzenbacher erwarb sein Abitur 1990 im Bismarck-Gymnasium Karlsruhe und studierte Theologie und Altphilologie von 1990 bis 1998 an der Eberhard Karls Universität Tübingen mit Abschluss Dipl. theol. Nach theologischer Promotion arbeitete Witzenbacher zunächst als Journalist für den Hessischen Rundfunk. Von 2002 bis 2011 war er als Pressesprecher der Badischen Landeskirche engagiert.
Er war theologischer Vorstand im Evangelischen Diakoniekrankenhaus in Freiburg und ab 2013 Referent der Evangelischen Kirche in Deutschland (EKD) bei der Arbeitsgemeinschaft Christlicher Kirchen in Deutschland.
Seit 2019 leitete Witzenbacher das Koordinierungsbüro zur 11. Vollversammlung des Ökumenischen Rates der Kirchen, die 2022 in Karlsruhe stattfand.
Der Landeskirchenrat der Evangelischen Landeskirche in Baden hat auf seiner Sitzung am 14. Dezember 2022 in Karlsruhe Marc Witzenbacher zum neuen Prälaten für den Kirchenkreis Südbaden gewählt. Marc Witzenbacher ist Nachfolger von Dagmar Zobel. Die Amtsübergabe wurde am 28. Mai 2023 in Freiburg vollzogen.

## Veröffentlichungen (Auswahl)
- Von guten Mächten wunderbar geborgen. Worte des Trostes von Dietrich Bonhoeffer, Kevelaer 2020
- Geeint in Jesus Christus. Das Ökumeneverständnis Walter Kaspers, Theologie im Dialog Bd. 22, Freiburg i.Br. 2018
- Segen für deinen Weg. Zur Konfirmation, Kevelaer ²2018
- Beter, Mönche und Gelehrte. Porträts engagierten Christseins, Kevelaer 2015
- Getröstet in Zeiten der Trauer, Kevelaer 2012